# Антал Серб
Антал Серб (угор. Szerb Antal; *1 травня 1901, Будапешт — †27 грудня 1945, Балф) — угорський вчений і письменник, один з найбільших угорських літературних діячів XX століття.

## Життя і творчість
Серб народився в 1901 в сім'ї асимільованих юдеїв у Будапешті. Вивчав угорську, німецьку і пізніше англійську мови, в 1924 отримав докторський ступінь. З 1924 по 1929 жив у Франції і Італії, також провів рік в Лондоні, Англія, з 1929 по 1930.
Будучи студентом, опублікував есе про Георга Тракля і Стефана Георге, і швидко заслужив репутацію солідного вченого, випустивши кілька літературних досліджень творчості Вільяма Блейка, Генріка Ібсена та інших письменників. У 1933 був обраний президентом Угорської літературної академії. У 1934 опублікував свій перший роман, «Легенда Пендрагону», заснований на особистому досвіді життя в Британії. Його другий і найвідоміший роман, «Подорожній і місячне сяйво», вийшов в 1937. У тому ж році він отримав посаду професора літератури в Сегедському університеті. Двічі, в 1935 і 1937, був удостоєний премії Баумгартена. Перекладав з англійської, французької, італійської мов.
У 1941 Серб опублікував працю «Історія світової літератури», яка залишається актуальною і в даний час. Він також опублікував том з теорії роману і книгу про історії угорської літератури. Неодноразово отримуючи можливість уникнути антисемітських переслідувань (аж до кінця 1944), волів залишитися в Угорщині, де в 1942 вийшов його останній роман «Олівер VII».
Протягом 1940-х Серб зіткнувся зі зростаючою ворожістю через єврейське походження. У 1943, «Історія світової літератури» Серба була включена в список заборонених творів. В період комуністичного правління роман також піддавався цензурі.

## Вибрані твори
- A magyar újromantikus dráma, 1927
- A harmadik torony, 1936
- Az udvari ember, 1927
- William Blake, 1928
- Az angol irodalom kistükre, 1929
- Az ihletett költő, 1929
- Magyar preromantika, 1929
- Vörösmarty-tanulmányok, 1929
- Cynthia, 1932
- A magyar irodalom története, 1934 («Історія угорської літератури»)
- Легенда Пендрагону1934
- Szerelem a palackban, 1935
- Budapesti útikalauz marslakók számára, 1935
- A harmadik torony, 1936
- Hétköznapok és csodák, 1936
- Подорожній і місячне сяйво 1937
- Don't say… but say…, 1939
- A világirodalom története, 1941 («Історія світової літератури»)
- VII. Olivér, 1943
- A királyné nyaklánca, 1943
- Száz vers, 1943/1944